# 皮诺-达斯蒂
皮诺-达斯蒂（義大利語：Pino d'Asti），是意大利阿斯蒂省的一个市镇。总面积4.05平方公里，人口244人，人口密度60.2人/平方公里（2009年）。ISTAT代码为005085。